# Giro del Lussemburgo 1977
Il Giro del Lussemburgo 1977, quarantunesima edizione della corsa, si svolse dal 9 al 12 giugno su un percorso di 597 km ripartiti in 4 tappe (la quarta suddivisa in due semitappe), con partenza a Mühlenbach e arrivo a Diekirch. Fu vinto dall'olandese Bert Pronk della Ti-Raleigh davanti al suo connazionale Gerrie Knetemann e allo svizzero Willi Lienhard.

## Tappe
| Tappa  | Data      | Percorso                                      | km  | Vincitore di tappa | Leader cl. generale |
| ------ | --------- | --------------------------------------------- | --- | ------------------ | ------------------- |
| 1ª     | 9 giugno  | Mühlenbach > Biergerkreiz (cron. individuale) | 3   | Franky De Gendt    | Franky De Gendt     |
| 2ª     | 10 giugno | Lussemburgo > Bettembourg                     | 187 | Piet van Katwijk   | Franky De Gendt     |
| 3ª     | 11 giugno | Bettembourg > Echternach                      | 180 | Fons De Bal        | Gerrie Knetemann    |
| 4ª-1ª  | 12 giugno | Echternach > Neuerburg                        | 78  | Bert Pronk         | Bert Pronk          |
| 4ª-2ª  | 12 giugno | Neuerburg > Diekirch                          | 149 | Franky De Gendt    | Bert Pronk          |
| Totale | Totale    | Totale                                        | 597 |                    |                     |

## Dettagli delle tappe

### 1ª tappa
- 9 giugno: Mühlenbach > Biergerkreiz (cron. individuale) – 3 km

| Pos. | Corridore        | Squadra    | Tempo |
| ---- | ---------------- | ---------- | ----- |
| 1    | Franky De Gendt  | Ijsboerke  | 5'13" |
| 2    | Gerrie Knetemann | Ti-Raleigh | a 10" |
| 3    | Jos Jacobs       | Ijsboerke  | a 11" |

| Pos. | Corridore        | Squadra    | Tempo |
| ---- | ---------------- | ---------- | ----- |
| 1    | Franky De Gendt  | Ijsboerke  | 5'13" |
| 2    | Gerrie Knetemann | Ti-Raleigh | a 10" |
| 3    | Jos Jacobs       | Ijsboerke  | a 11" |

### 2ª tappa
- 10 giugno: Lussemburgo > Bettembourg – 187 km

| Pos. | Corridore        | Squadra    | Tempo    |
| ---- | ---------------- | ---------- | -------- |
| 1    | Piet van Katwijk | Ti-Raleigh | 4h57'57" |
| 2    | Benny Schepmans  | Frisol     | s.t.     |
| 3    | Sean Kelly       | Flandria   | s.t.     |

| Pos. | Corridore       | Squadra   | Tempo    |
| ---- | --------------- | --------- | -------- |
| 1    | Franky De Gendt | Ijsboerke | 5h03'10" |

### 3ª tappa
- 11 giugno: Bettembourg > Echternach – 180 km

| Pos. | Corridore        | Squadra    | Tempo    |
| ---- | ---------------- | ---------- | -------- |
| 1    | Fons De Bal      | Ijsboerke  | 4h35'18" |
| 2    | Piet van Katwijk | Ti-Raleigh | s.t.     |
| 3    | Leo van Vliet    |            | s.t.     |

| Pos. | Corridore        | Squadra    | Tempo |
| ---- | ---------------- | ---------- | ----- |
| 1    | Gerrie Knetemann | Ti-Raleigh |       |

### 4ª tappa - 1ª semitappa
- 12 giugno: Echternach > Neuerburg – 78 km

| Pos. | Corridore       | Squadra    | Tempo    |
| ---- | --------------- | ---------- | -------- |
| 1    | Bert Pronk      | Ti-Raleigh | 2h11'57" |
| 2    | Franky De Gendt | Ijsboerke  | a 4'15"  |
| 3    | Frits Pirard    |            | s.t.     |

| Pos. | Corridore  | Squadra    | Tempo |
| ---- | ---------- | ---------- | ----- |
| 1    | Bert Pronk | Ti-Raleigh |       |

### 4ª tappa - 2ª semitappa
- 12 giugno: Neuerburg > Diekirch – 149 km

| Pos. | Corridore       | Squadra   | Tempo    |
| ---- | --------------- | --------- | -------- |
| 1    | Franky De Gendt | Ijsboerke | 4h33'39" |
| 2    | Fons De Bal     | Ijsboerke | a 30"    |
| 3    | Jos Jacobs      | Ijsboerke | s.t.     |

| Pos. | Corridore        | Squadra      | Tempo     |
| ---- | ---------------- | ------------ | --------- |
| 1    | Bert Pronk       | Ti-Raleigh   | 16h24'42" |
| 2    | Gerrie Knetemann | Ti-Raleigh   | a 4'23"   |
| 3    | Willi Lienhard   | Federale SRB | a 4'33"   |

## Classifiche finali

### Classifica generale
| Pos. | Corridore        | Squadra                | Tempo     |
| ---- | ---------------- | ---------------------- | --------- |
| 1    | Bert Pronk       | Ti-Raleigh             | 16h24'42" |
| 2    | Gerrie Knetemann | Ti-Raleigh             | a 4'23"   |
| 3    | Willi Lienhard   | Federale SRB           | a 4'33"   |
| 4    | Ludo Peeters     | Ijsboerke-Colnago      | a 4'34"   |
| 5    | Meinrad Vögele   | Federale SRB           | s.t.      |
| 6    | Roger Rosiers    | Frisol-Thirion-Gazelle | a 4'37"   |
| 7    | Lucien Didier    | Ijsboerke-Colnago      | s.t.      |
| 8    | Hennie Kuiper    | Ti-Raleigh             | a 4'41"   |
| 9    | Rudy Pevenage    | Ijsboerke-Colnago      | a 4'43"   |
| 10   | Leo van Vliet    |                        | a 4'48"   |